# Халиль-Султан
Хали́ль-Султа́н (чагат. ‎ и перс. خليل سلطان‎; 14 сентября 1384 — 4 ноября 1411) — эмир империи Тимуридов, правитель Самарканда (1405—1409) и Рея (1409—1411) из династии Тимуридов.

## Биография
Внук Тамерлана, третий сын Миран-шаха и Севин-бек Ханзаде, внучки золотоордынского хана Узбека Халиль-Султан родился 14 сентября 1384 года в Герате. Его воспитание было поручено старшей жене Тимура Сарай-Мульк-ханум. Уже в возрасте 15 лет он отличился во время похода Тимура в Индию; участвовал и в так называемом «семилетнем походе» на запад (в действительности, 1399—1404 годы). В 1402 году Тимур поручил ему верховное командование на востоке, «на границе Туркестана».
Одной из жен Халила Султана была дочь Али Муйяда из племемени Арлат — Джахан Султан. В 1404 году он вызвал гнев своего деда самовольной женитьбой на женщине низкого происхождения, Шад Мульк, однако был прощён и в том же году во время приготовлений к походу на Китай назначен начальником правого крыла, собранного в Ташкенте и его окрестностях.

## Приход к власти
После смерти Тимура 18 февраля 1405 года, 18 марта Халиль-султан был провозглашён государем, когда он вступил в Самарканд. Титул хана получил несовершеннолетний правнук Тимура Мухаммед-Джахангир, сын ранее назначенного наследником, однако умершего прежде Тимура царевича Мухаммада-Султана. Халиль-Султан держался в Самарканде до 1409 года, организовал там похороны своего деда. Его власть распространялась только на Мавераннахр, да и на севере страны, на Сырдарье, ему постоянно приходилось бороться с мятежными военачальниками. Золотоордынцы, завоевавшие в декабре 1405 — январе 1406 годов Хорезм, в своих набегах доходили до Бухары. Халиль-Султан разрешил мастерам, работавшим на стройках в Самарканде с эпохи Тимура, вернуться домой.
В открытом бою со своими врагами Халиль-Султан большей частью оставался победителем. Конечная победа Шахруха также была одержана не столько вследствие военных успехов, сколько благодаря интригам и искусной дипломатии, в частности, благодаря связям с духовенством Бухары, во главе которого был Мухаммед Парса. Весной 1409 года, когда войско Шахруха стояло в Бадгисе, а войско Халиль-Султана — в Шахрисабзе, готовые к сражению, опять началось восстание на севере под предводительством эмира Худайдада. Халиль-Султан был вынужден оставить своё войско и обратиться против Худайдада, однако он мог взять с собой только 4000 человек. 30 марта 1409 г. к северу от Самарканда он был взят в плен Худайдадом и приведён в Самарканд. Позднее, без своей жены, которая после этого подверглась жестокому обращению со стороны Шахруха, был уведён в Фергану. Наконец он отправился в Отрар и там при посредничестве эмира Шейх Hyp ад-Дина заключил с Шахрухом договор, согласно которому отказался от власти над Мавераннахром и получил вместо этого город Рей.

## Смерть
Халиль-султан скончался 4 ноября 1411 года в Рее (совр. Иран). Его жена также была ему возвращена, и после смерти мужа она покончила с собой.
Вследствие этих романтических обстоятельств, ещё и приукрашенных современниками, Халиль-Султан назван А. Мюллером «сентиментальным пастушком», что вряд ли подходит для молодого царевича, который обладал бесспорным военным талантом. Однако его отношение к своей жене, так же как великодушие, которое он постоянно проявлял по отношению ко всем своим врагам и даже изменникам, действительно находятся в полном противоречии с личными качествами остальных членов его династии и с условиями его времени. Халиль-Султан увлекался поэзией и сам писал стихи на тюркском языке.